# أبو الريش (جاسوس)
أبو الريش كان جاسوسًا إسرائيليًا في لبنان، اكتُشف فيما بعد أنه ضابط برتبة عقيد بالجيش الإسرائيلي. كان مشهورًا باسم «أبو الريش» لارتدائه قبعةً عليها ريشة، واسمه الحقيقي غير معروف. كان أبو الريش مقيمًا في كوخٍ خشبيٍ في شارع السادات في بيروت في ثمانينات القرن العشرين، وكان يتظاهرُ بالجنون والغباء، وكان يستعطي المارة ويُساعد السكان في نقل الأغراض. لبساطته كانت له علاقةٌ وطيدةٌ بكثيرٍ من السكان والباعة وسائقي التكاسي.
حسب مرافق الرئيس ياسر عرفات زياد أمين ربايعة، فإنَّ أبو الريش كان يتجول بين القذائف المُتساقطة من الطائرات بلا خوفٍ أو حذر، وكان متواجدًا دائمًا بالقرب من حاويات القمامة يُفتش عن بقايا الطعام ليأكله، كما يذكرُ زياد أنهم كانوا يشفقون عليه ويدخلونه مكاتبهم لإطعامه. كما وصفه بأنه كان يلبسُ 3 سترات مُمزقة ولحيته كثيفةٌ طويلةٌ جدًا وشعرهُ كذلك، وكانت رائحته نتنه وينام بالشارع، مما جعل الشك فيه أمرًا مستحيلًا.
عند دخول القوات الإسرائيلية إلى بيروت في اجتياح عام 1982، وبعد وقوع مجزرة صبرا وشاتيلا في 16 سبتمبر 1982، ظهر أبو الريش فجأةً يرتدي لباسًا عسكريًا ومتواجدًا على حاجزٍ للقوات الإسرائيلية، وكان قادرًا على تحديد جميع أفراد الأحزاب اليسارية اللبنانية والمنظمات الفلسطينية، وبسببه أُلقي القبض على معظم المُقاتلين. اكتُشف فيما بعد أيضًا، أنهُ كان طوال الفترة يُراقب الناس ويرصد تحركات المقاتلين والقادة، ولعب دورًا مهمًا في إرشاد الطائرات الإسرائيلية لأماكن مقرات الاجتماعات والعمليات وأماكن الأسلحة في بيروت لقصفها. حسب زياد ربايعة، فإنَّ مهمة أبو الريش كانت الرصد والمراقبة وتوجيه الطائرات فقط، وليس الاغتيال.

## روابط خارجية
- ""المتسول الأخرس" جاسوس بيروت في اجتياح عام 1982". عربي sputnik. مؤرشف من الأصل في 2020-03-06. اطلع عليه بتاريخ 2020-03-06.
- "أبو الريش و"دائما إتطلع في عيونهم"". الصدى.نت. 15 فبراير 2018. مؤرشف من الأصل في 2020-03-06. اطلع عليه بتاريخ 2020-03-06.